# Philautus nasutus
Philautus nasutus är en groddjursart som först beskrevs av Günther 1869.  Philautus nasutus ingår i släktet Philautus och familjen trädgrodor. Inga underarter finns listade i Catalogue of Life.